# Strade Bianche 2021
15. ročník jednodenního cyklistického závodu Strade Bianche se konal 6. března 2021 v Itálii v provincii Toskánsko. Závod dlouhý 184 km vyhrál Nizozemec Mathieu van der Poel z týmu Alpecin–Fenix. Na druhém a třetím místě se umístili Julian Alaphilippe (Deceuninck–Quick-Step) a Egan Bernal (Ineos Grenadiers).

## Týmy
Závodu se zúčastnilo celkem 25 týmů. Všech 19 UCI WorldTeamů bylo pozváno automaticky a muselo se zúčastnit závodu. Společně s šesti UCI ProTeamy tak utvořili startovní peloton složený z 25 týmů. Každý tým přijel se sedmi jezdci, celkem se na start postavilo 175 jezdců. Do cíle v Sieně dojelo 118 jezdců, dalších 20 jezdců dojelo mimo časový limit.

### UCI WorldTeamy
- AG2R Citroën Team
- Astana–Premier Tech
- Bora–Hansgrohe
- Cofidis
- Deceuninck–Quick-Step
- EF Education–Nippo
- Groupama–FDJ
- Ineos Grenadiers
- Intermarché–Wanty–Gobert Matériaux
- Israel Start-Up Nation
- Lotto–Soudal
- Movistar Team
- Team Bahrain Victorious
- Team BikeExchange
- Team DSM
- Team Jumbo–Visma
- Team Qhubeka Assos
- Trek–Segafredo
- UAE Team Emirates

### UCI ProTeamy
- Alpecin–Fenix
- Androni Giocattoli–Sidermec
- Arkéa–Samsic
- Bardiani–CSF–Faizanè
- Eolo–Kometa
- Vini Zabù

## Výsledky
| Pořadí | Jezdec                     | Tým                     | Čas        |
| ------ | -------------------------- | ----------------------- | ---------- |
| 1      | Mathieu van der Poel (NED) | Alpecin–Fenix           | 4h 40’ 29” |
| 2      | Julian Alaphilippe (FRA)   | Deceuninck–Quick-Step   | + 5”       |
| 3      | Egan Bernal (COL)          | Ineos Grenadiers        | + 20”      |
| 4      | Wout van Aert (BEL)        | Team Jumbo–Visma        | + 51”      |
| 5      | Tom Pidcock (GBR)          | Ineos Grenadiers        | + 54”      |
| 6      | Michael Gogl (AUT)         | Team Qhubeka Assos      | + 54”      |
| 7      | Tadej Pogačar (SLO)        | UAE Team Emirates       | + 54”      |
| 8      | Simon Clarke (AUS)         | Team Qhubeka Assos      | + 2’ 25”   |
| 9      | Jakob Fuglsang (DEN)       | Astana–Premier Tech     | + 2’ 25”   |
| 10     | Pello Bilbao (ESP)         | Team Bahrain Victorious | + 2’ 39”   |